# Station Niedrzwica Kościelna
Station Niedrzwica Kościelna is een spoorwegstation in de Poolse plaats Niedrzwica Kościelna.